# FMA I.Ae. 21
Die FMA I.Ae. 21 war ein Schulflugzeug des argentinischen Herstellers Fábrica Argentina de Aviones.

## Geschichte und Konstruktion
Aufgrund des Zweiten Weltkriegs war Argentinien nicht mehr in der Lage strategische Werkstoffe von kriegsteilnehmenden Nationen zu erwerben. Aus diesem Grund versuchte man, unter Verwendung von Rohstoffen, welche im eigenen Land verfügbar waren, neue Flugzeuge zu entwickeln. Als erstes legte man das Augenmerk auf die bereits in Argentinien eingesetzten North American NA-16 und begann hieraus die I.Ae. 21 abzuleiten. Die Maschine verfügte über dieselbe Rumpfstruktur wie die NA-16 sowie überarbeitete Tragflächen. Das Flugzeug sollte von einem in Argentinien entwickelten El-Gaucho-I.Ae.-17-Sternmotor mit 330 kW angetrieben werden, da dieser jedoch nicht zur Verfügung stand, wurde ein Wright-R-975-Whirlwind-Sternmotor mit 410 kW verwendet. Der Prototyp lieferte zwar zufriedenstellende Leistungen, letztendlich erwies sich die Rumpfstruktur aufgrund der fehlenden Materialien als für die Serienproduktion nicht geeignet, sodass man begann, die FMA I.Ae. 22 zu entwickeln.

## Technische Daten
| Kenngröße             | Daten                                            |
| --------------------- | ------------------------------------------------ |
| Besatzung             | 2                                                |
| Länge                 | 8,52 m                                           |
| Spannweite            | 12 m                                             |
| Höhe                  | 2,60 m                                           |
| Flügelfläche          | 22,30 m²                                         |
| Leermasse             | 1.550 kg                                         |
| max. Startmasse       | 2.330 kg                                         |
| Reisegeschwindigkeit  | 240 km/h                                         |
| Höchstgeschwindigkeit | 300 km/h                                         |
| Dienstgipfelhöhe      | 6.200 m                                          |
| Reichweite            | 1.200 km                                         |
| Triebwerke            | 1 × Wright-R-975-Whirlwind-Sternmotor mit 410 kW |